# Palazzo di Westminster
Il palazzo di Westminster (conosciuto anche come Houses of Parliament) è l'edificio di Londra in cui hanno sede le due camere del Parlamento del Regno Unito (la Camera dei lord e la Camera dei comuni). Si trova sulla riva sinistra del Tamigi, nella City of Westminster, vicino agli altri edifici governativi di Whitehall.
La parte più antica del palazzo ancora esistente, Westminster Hall, risale al 1097. La finalità originaria del palazzo era quella di residenza reale, ma nessun monarca vi ha più vissuto dal sedicesimo secolo. La maggior parte della struttura attuale risale al diciannovesimo secolo, quando il palazzo fu ricostruito dopo essere stato, con eccezione della Westminster Hall, interamente distrutto da un incendio nel 1834. Gli architetti responsabili della ricostruzione del palazzo furono sir Charles Barry e Augustus Welby Northmore Pugin, e il palazzo è un esempio di neogotico. Una delle caratteristiche più famose del palazzo è la torre dell'orologio (la Elizabeth Tower), una notevole attrazione turistica che ospita il famosissimo Big Ben.
Il palazzo comprende più di 1000 stanze, delle quali le più importanti sono senz'altro la Camera dei lord e la Camera dei comuni. Il palazzo include anche stanze di comitati, biblioteche, camere da pranzo, corridoi (lobbies), bar e palestre. È il luogo di importanti cerimonie di Stato: notevole è ad esempio la cerimonia di apertura del Parlamento. Il termine Westminster viene spesso utilizzato come sinonimo di Parlamento. Gli uffici parlamentari spesso sconfinano negli edifici più vicini, come la Portcullis House.

## Storia

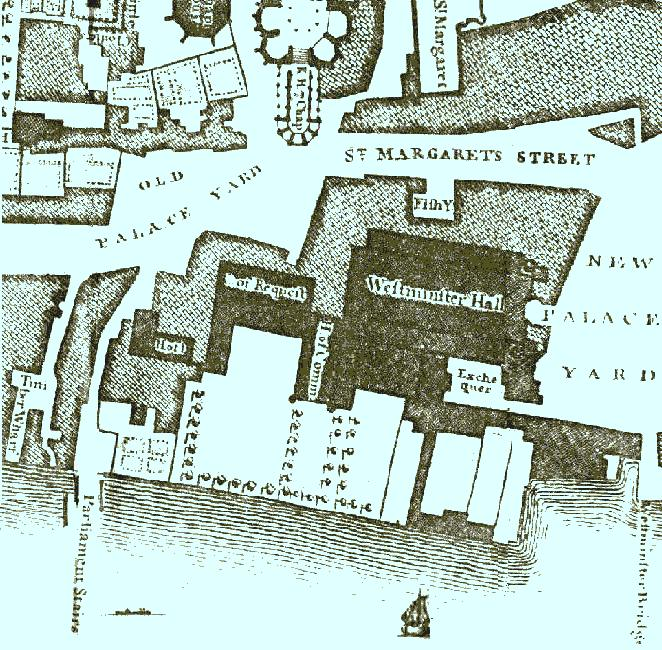
Un dettaglio dalla mappa di Londra del 1746 di John Roque.

Il palazzo di Westminster fu strategicamente importante durante il Medioevo, poiché collocato sulle rive del Tamigi. La costruzione occupa il sito almeno dalle età anglosassoni. Conosciuto all'epoca come Thorney Island, il sito sarebbe stato usato per la prima volta da Canuto il Grande (regno dal 1016 al 1035). Il penultimo re Sassone d'Inghilterra, Edoardo il Confessore, costruì un palazzo reale a Thorney Island poco a occidente della città di Londra all'incirca nella stessa epoca in cui fu costruita l'Abbazia di Westminster (fra il 1045 e il 1050). Thorney Island e l'area circostante diventarono presto conosciute come Westminster (una contrazione delle parole West Monastery, monastero occidentale). Dopo la conquista normanna (1066), re Guglielmo I si stabilì nella Torre di Londra, ma in seguito si trasferì a Westminster. Tuttavia, né i palazzi usati dai Sassoni né quelli usati da Guglielmo I sopravvissero. Le parti più antiche del Palazzo odierno (Westminster Hall e la Great Hall) risalgono al regno del successore di Guglielmo I, Guglielmo II.
Il palazzo di Westminster fu la residenza principale del monarca nel tardo periodo medievale. Con l'evoluzione delle forme di governo in Inghilterra, molte istituzioni pubbliche hanno avuto luogo a Westminster. Per esempio, il predecessore del Parlamento, la Curia regis, si riuniva a Westminster Hall (sebbene seguisse il Re quando questi si trasferiva in altri palazzi). Il Model Parliament, primo Parlamento ufficiale d'Inghilterra, si riunì nel palazzo nel 1295. Da allora, quasi tutti i Parlamenti si sono riuniti a Westminster (ad eccezioni di alcuni che per vari motivi si sono riuniti in altri luoghi).

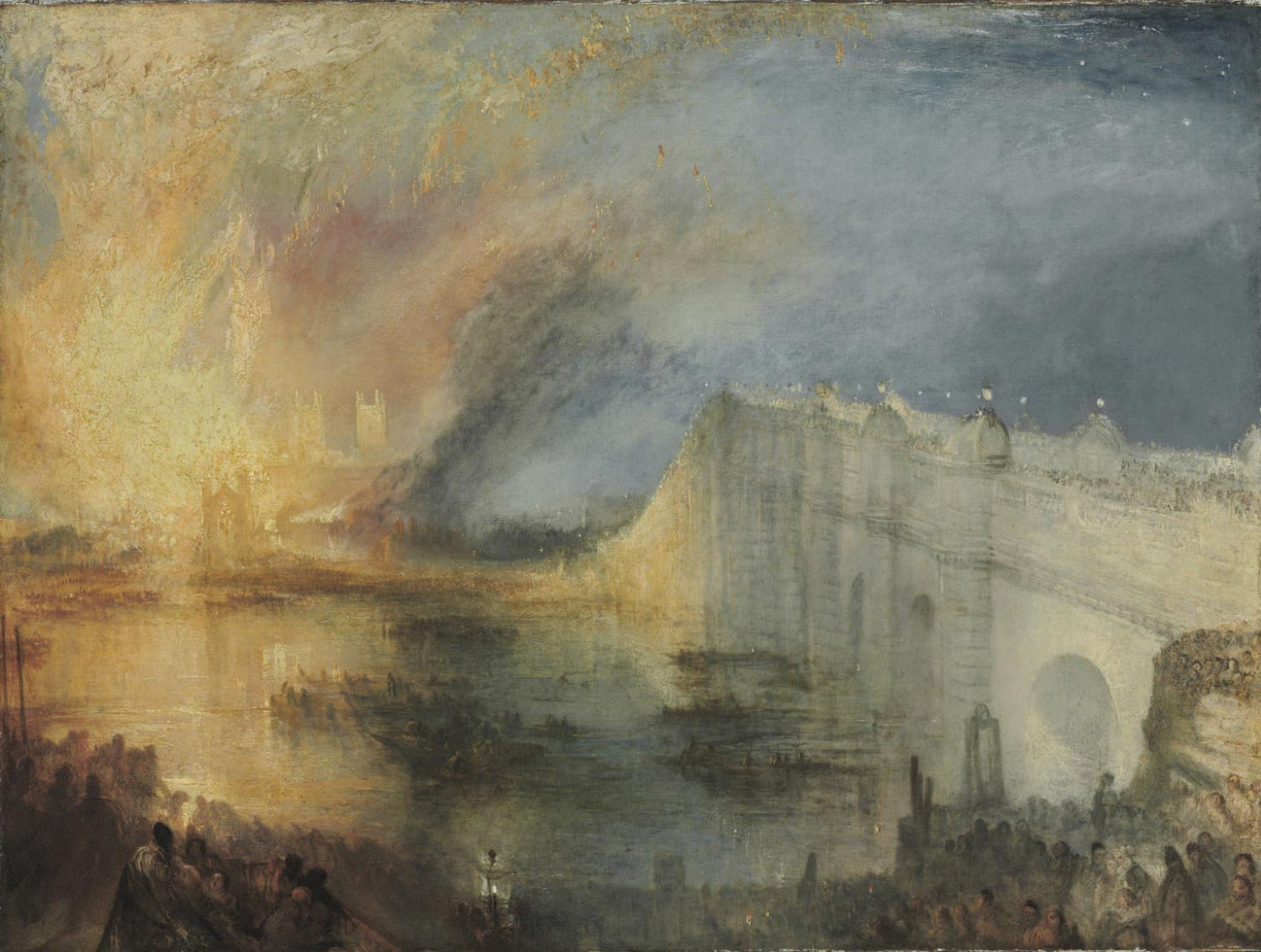
J. M. W. Turner assistette all'incendio del 1834 e lo raffigurò in diversi dipinti, fra cui The Burning of the Houses of Lords and Commons (1835).

Westminster rimase così la residenza principale del monarca a Londra, finché un incendio non la distrusse nel 1529. Nell'anno successivo, Enrico VIII acquisì il Palazzo di York dal cardinale Thomas Wolsey, un potente ministro che aveva perso i favori del re. Rinominandolo palazzo di Whitehall, Enrico VIII lo usò come sua principale residenza. Sebbene Westminster rimanesse ufficialmente il palazzo reale, era usato dalle due Camere del Parlamento e come tribunale.
Data la destinazione originaria di residenza reale, il palazzo non includeva alcuna stanza apposita destinata alle due Camere. Le cerimonie di stato importanti, come la cerimonia di apertura del Parlamento, si tenevano nella Painted Chamber (stanza dipinta). La Camera dei lord si riuniva abitualmente nella White Chamber (stanza bianca). La Camera dei comuni non disponeva invece di una stanza tutta per sé; i dibattiti a volte erano tenuti nella Chapter House dell'Abbazia di Westminster. I Comuni acquisirono in seguito una dimora permanente nel palazzo, la cappella di Santo Stefano, in precedenza una cappella reale, ma solo durante il regno del successore di Enrico VIII, Edoardo VI. Il Chantries Act del 1547 (all'interno della Riforma Protestante) dissolse l'ordine religioso dei canonici di Santo Stefano (oltre a altre istituzioni) cosicché la cappella venne lasciata a libera disposizione dei Comuni. Vennero effettuate delle modifiche alla cappella per renderla più adatta al nuovo uso.
Il 16 ottobre 1834, la maggior parte del palazzo viene distrutta in un incendio; solo la Westminster Hall, la Jewel Tower, la cripta della cappella di Santo Stefano e il chiostro sopravvissero al rogo. Una Commissione Reale fu istituita allo scopo di studiare la ricostruzione del palazzo. La Commissione decise che il palazzo avrebbe dovuto essere stato ricostruito nello stesso luogo, e che lo stile architettonico avrebbe dovuto essere uno fra gotico e classico. Immediatamente si aprì un dibattito pubblico molto acceso. Coloro che preferivano lo stile classico sostenevano che lo stile gotico sarebbe stato troppo “crudo”, e quindi inappropriato per il Parlamento. Al contrario, altri (incluso Augustus Welby Northmore Pugin) affermavano che l'autentico stile architettonico cristiano era quello gotico, collegando invece il classicismo agli antichi Greci o agli antichi Romani. Oltretutto, molti sostenevano che l'architettura gotica fosse lo stile “nazionale” britannico, associando il classicismo alla Francia.
Nel 1836, dopo aver studiato 97 proposte rivali, la Commissione scelse il progetto di Charles Barry per un palazzo in stile gotico. La prima pietra fu posata nel 1840; la Camera dei lord fu completata nel 1847 e quella dei Comuni nel 1852 (Barry riceverà per questo il titolo di cavaliere). Sebbene la gran parte dei lavori fosse stata eseguita entro il 1860, la costruzione non giunse al termine che una decina di anni dopo.
Il palazzo di Westminster continuò a funzionare normalmente fino al 1941, quando la Camera dei comuni fu distrutta dalle bombe tedesche nel corso della seconda guerra mondiale. Giles Gilbert Scott fu scelto come architetto e scelse di preservare le caratteristiche essenziali del progetto di Sir Charles Barry. I lavori della Camera dei comuni furono terminati nel 1950.
A causa dei danni che il Palazzo ha avuto nel corso degli anni che ormai ne compromettono l'integrità, è in corso il dibattito, a partire dal 2012, se restaurarlo con costo totale dai 7 miliardi ai 13 miliardi di sterline ipotizzando il trasferimento dei lavori parlamentari in altra sede, oppure con un costo dai 11 ai 22 miliardi senza interrompere i lavori parlamentari, con la soluzione intermedia dai 9,5 a 18,5 miliardi chiudendo una delle due Camere.

## Interni

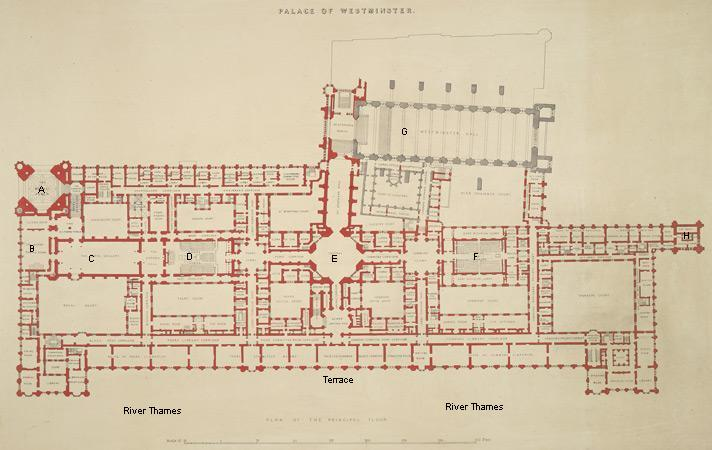
La pianta del palazzo di Westminster.

Il palazzo di Westminster ha 1100 stanze,  e 4,8 km di corridoi. Il palazzo ha quattro piani. Il piano terra include uffici, sale da pranzo e bar. Il primo piano ospita le stanze principali del palazzo fra cui le camere, le lobbies e le biblioteche. La Robing Room, la Royal Gallery, la Prince's Chamber, la Camera dei lord, la Peers' Lobby, la Central Lobby, la Members' Lobby e la Camera dei comuni sono allineate lungo una linea che va da sud a nord, in quest'ordine. Westminster Hall è invece collocata su un lato, alla stessa estremità del Palazzo in cui sono collocati i Comuni. Gli ultimi due piani sono invece occupati da stanze per commissioni e uffici.
In origine, il Palazzo era controllato dal Lord Great Chamberlain. Nel 1965, tuttavia, fu deciso che ogni Camera avrebbe dovuto controllare le stanze assegnate ad essa. Lo Speaker e il Lord Chancellor esercitano il controllo per conto delle rispettive camere. Al Lord Great Chamberlain rimane la custodia di alcune stanze cerimoniali.

### La Camera dei lord
La Camera dei lord è collocata sul lato sud del Palazzo di Westminster. La stanza misura 13.7 metri per 24.4. I banchi della Camera, così come altri mobili nel “lato Lord” del palazzo, sono di colore rosso. La parte superiore della Camera è decorata da finestre in vetro colorato e da sei affreschi allegorici rappresentanti la religione, la cavalleria e la legge. Sempre nella parte superiore, in corrispondenza della galleria per il pubblico, è presente una piccola tenda, alta poco meno di trenta centimetri. Fu innalzata negli anni '20 per nascondere le gambe delle spettatrici dal ginocchio in giù; la moda stava diventando sempre più provocatoria, si diceva al tempo, e la vista delle gambe nude era considerata inadatta ai Lord.

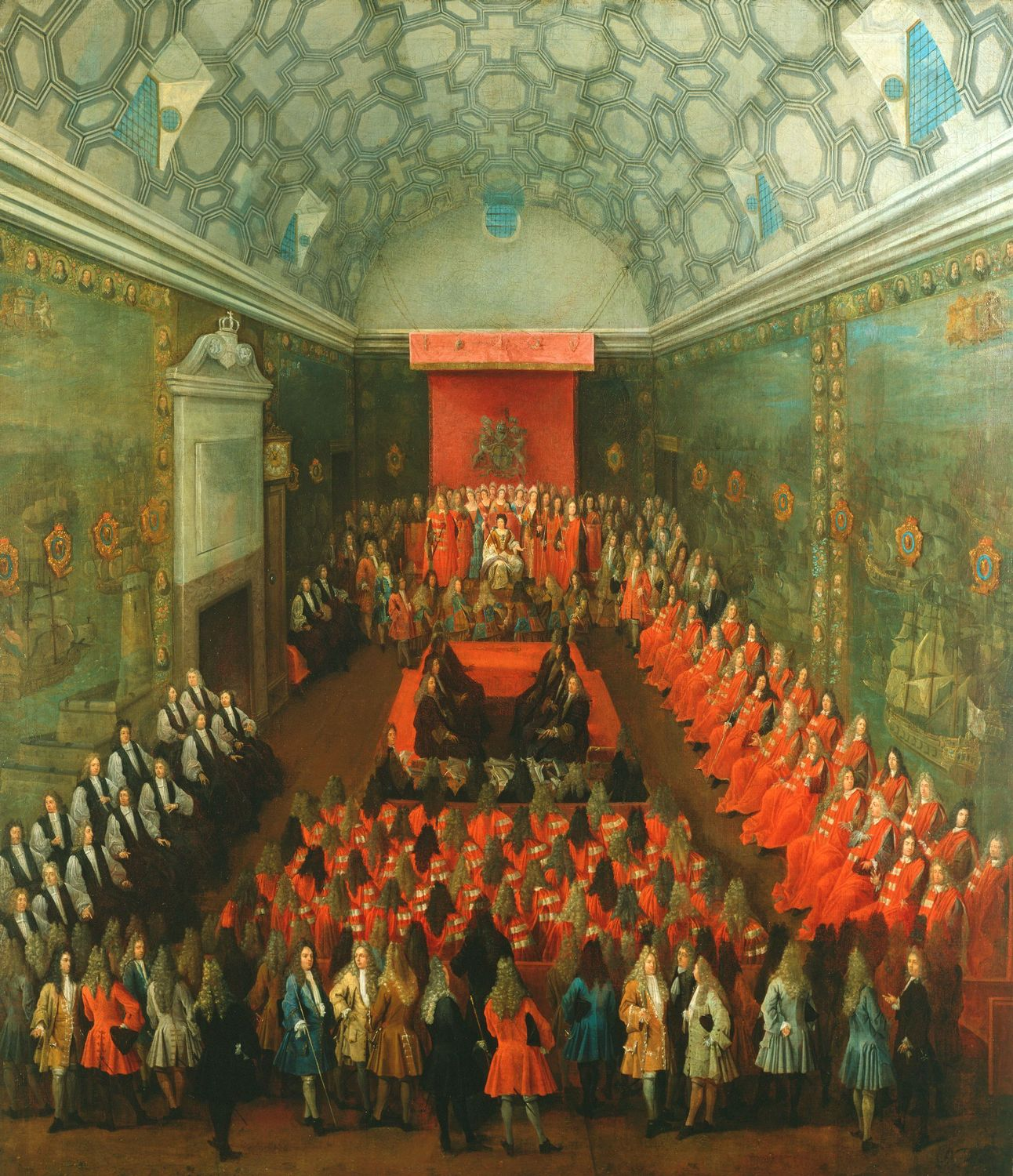
Olio di Peter Tilmans: Queen Anne addressing the House of Lords, 1708-1714 circa, Royal Collection

Ad un'estremità della Camera si trovano il Trono e il Baldacchino ornato d'oro; sebbene il Sovrano possa occupare il Trono teoricamente durante qualsiasi seduta, questo accade in realtà soltanto durante la cerimonia di apertura del Parlamento. Altri membri della Famiglia Reale presenti alla cerimonia usano sedie ufficiali accanto al Trono. Di fronte al trono si trova il Woolsack (sacco della lana), un cuscino rosso senza schienale né braccioli, lì collocato a rappresentare l'importanza storica del commercio della lana, di cui è imbottito. Il Woolsack viene usato dall'ufficiale che presiede la seduta (Lord Chancellor o un deputato). Il “mace” (bastone) della Camera, rappresentante l'autorità reale, è collocato sul retro del Woolsack. Di fronte al Woolsack c'è il Judges' Woolsack (un cuscino rosso più grande del precedente, occupato da alcuni Lord durante la cerimonia di apertura del Parlamento) e il Tavolo della Camera (a cui siedono i funzionari).
I membri della Camera occupano i banchi rossi posti su tre lati della stessa. I banchi alla destra di Lord Chancellor formano lo Spiritual Side (lato spirituale), quelli alla sua sinistra il Temporal Side (lato temporale). La divisione dei seggi fra i Lord è la seguente: tutti i “Lord spirituali” (vescovi e arcivescovi della Chiesa d'Inghilterra) siedono nello Spiritual Side; i “Lord Temporali” (nobili) siedono invece in parti diverse a seconda del partito politico a cui sono affiliati: coloro che sono affiliati alla maggioranza siedono nello Spiritual Side, mentre i componenti dell'opposizione siedono nel Temporal Side. Alcuni pari, che non si collocano in nessuno dei due schieramenti, vanno ad occupare dei seggi situati alla parte opposta della Camera rispetto al Woolsack, cioè fra i due sides: questi pari sono anche conosciuti come cross-benchers.
La Camera dei lord è la sede di importanti cerimonie ufficiali, fra cui la già citata cerimonia di apertura del Parlamento, all'inizio di ogni sessione parlamentare annuale. Il Sovrano, seduto sul Trono, pronuncia un discorso, descrivendo a grandi linee l'agenda legislativa del Governo per la sessione parlamentare a venire. I rappresentanti dei Comuni non entrano nella Camera; assistono invece ai lavori dal Bar all'entrata della stessa. Una cerimonia simile è tenuta alla fine della sessione parlamentare; a tale cerimonia, comunque, il Sovrano non partecipa, facendosi invece sostituire da alcuni Lord (Lords Commissioners).

### La Camera dei comuni

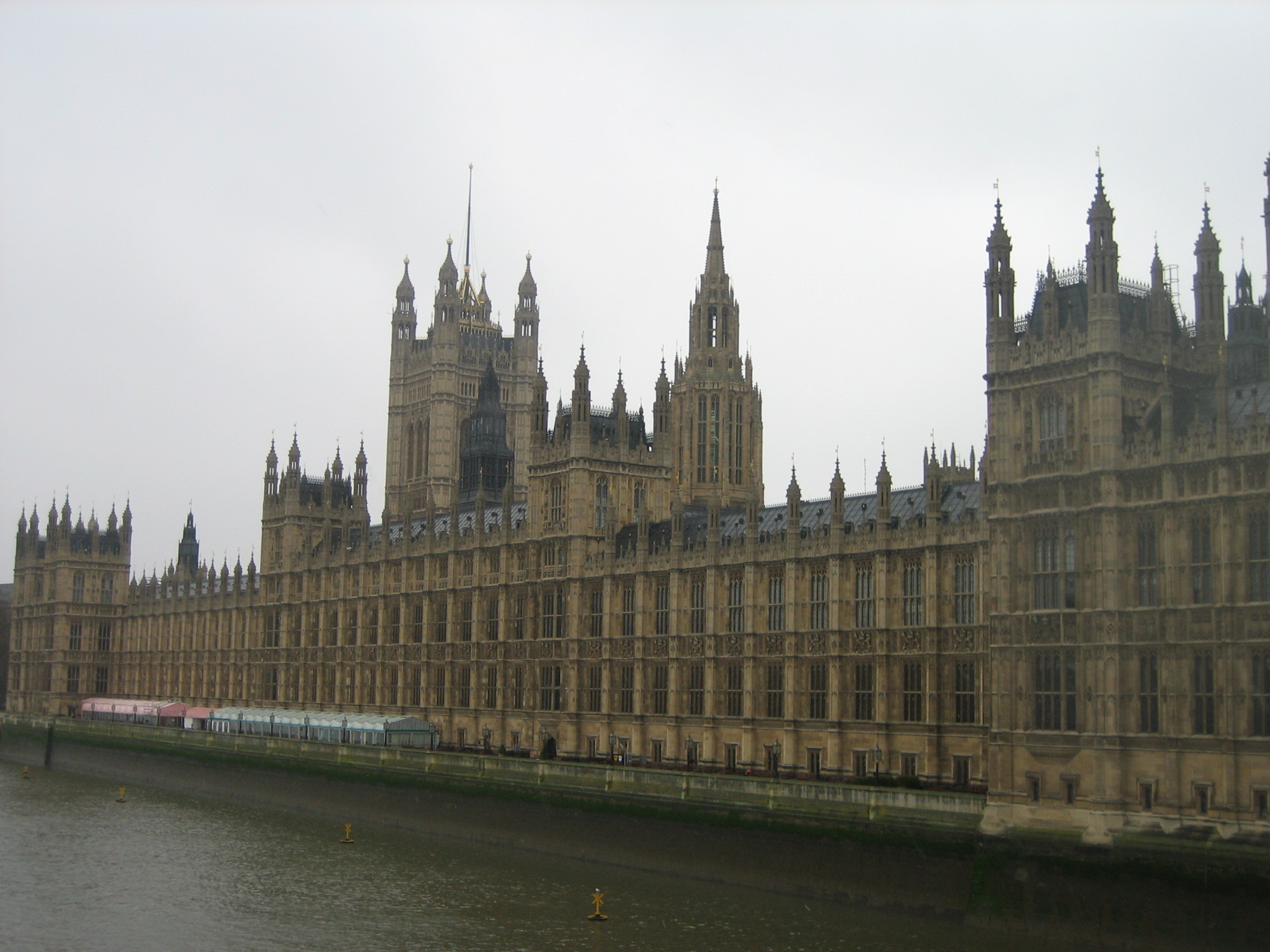
Il Palazzo di Westminster visto dal ponte di Westminster.

La Camera dei comuni è collocata all'estremità nord del Palazzo di Westminster. La stanza misura 14 metri per 21 ed è molto più austera della Camera dei lord. I banchi come molti altri mobili del lato del Palazzo occupato dai Comuni, sono di colore verde. Altri Parlamenti delle nazioni del Commonwealth hanno ricalcato questo schema per cui la Camera bassa del parlamento è associata al verde e la Camera alta al rosso.
Ad un'estremità della Camera si trova la Speaker's Chair, un dono dal Parlamento australiano. Di fronte alla Speaker's Chair si trova il Tavolo della Camera, a cui siedono i funzionari e su cui è posto il bastone cerimoniale dei Comuni. I banchi verdi sono occupati dai deputati secondo una suddivisione simile a quella usata nella Camera dei lord: i membri della maggioranza siedono alla destra dello Speaker, l'opposizione alla sua sinistra; non ci sono cross-benches. La Camera è relativamente piccola e c'è spazio solo per 427 dei 646 Membri del Parlamento. Durante le interrogazioni al primo ministro e nei dibattiti maggiori i Membri del Parlamento restano in piedi ad un'estremità dell'aula.

Per tradizione, il Sovrano britannico non entra nella Camera dei comuni. L'ultimo monarca ad entrare nella stanza fu re Carlo I, nel 1642, tentando di arrestare cinque Membri del Parlamento accusati di alto tradimento. Quando chiese allo Speaker, William Lenthall, se avesse alcuna conoscenza del luogo in cui questi si trovassero, Lenthall rispose:
Le due linee rosse sul pavimento della Camera sono lunghe, per tradizione, due lunghezze di spada e distanti fra loro circa trenta centimetri; per tradizione, non possono essere attraversate dai Membri del Parlamento.

### Westminster Hall

Westminster Hall all'inizio del diciottesimo secolo.

Westminster Hall, la parte più antica del palazzo di Westminster attualmente esistente, fu eretta nel 1097. In origine il tetto era sorretto da pilastri, ma durante il regno di Riccardo II, fu sostituito da un tetto con travi a coppia d'archi, disegnato da Henri Yevele e Hugh Herland. Westminster Hall è uno dei più grandi saloni d'Europa con un soffitto non supportato da pilastri; le sue misure sono di 21 metri per 73.

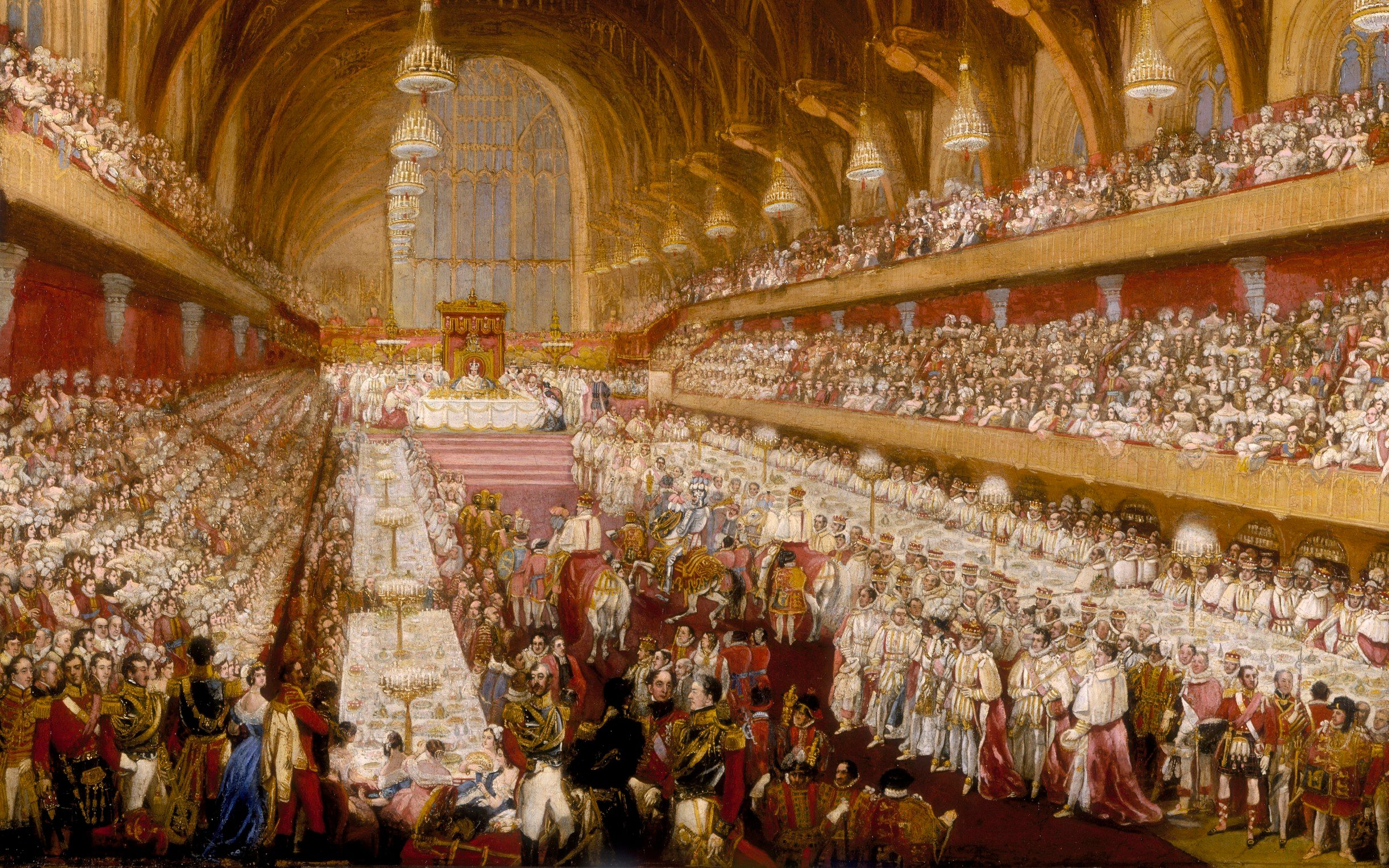
Il banchetto di incoronazione di Giorgio IV, nel 1821, fu l'ultimo ad essere tenuto a Westminster Hall.

Nella storia, Westminster Hall ha avuto numerose funzioni. In primo luogo è stata usata a scopi giudiziari; ha ospitato tre delle più importanti corti del regno: la Court of King's Bench, la Court of Common Pleas e la Chancery Court, poi unite nel 1873 a formare l'Alta Corte di Giustizia, che continuò a riunirsi a Westminster Hall fino al suo spostamento, nel 1882, alla Corte Reale di Giustizia. Oltre alle corti regolari, Westminster Hall ha anche ospitato importanti processi di stato, inclusi processi per impeachment e il processo a re Carlo I alla fine della Guerra civile inglese.
Westminster Hall ha anche avuto funzione cerimoniale. Dal dodicesimo al diciannovesimo secolo i banchetti di incoronazione in onore dei nuovi monarchi furono tenuti qui. L'ultimo banchetto di incoronazione tenuto nella sala fu quello di re Giorgio IV nel 1821; il suo successore, Guglielmo IV, abbandonò l'idea perché considerata troppo costosa. Il salone è stato anche usato come camera ardente nel corso dei funerali di stato. Un tale onore è solitamente riservato ai Sovrani e ai/alle loro consorti; gli unici non reali ad approfittarne nel ventesimo secolo sono stati Frederick Sleigh Roberts, primo conte di Roberts, nel 1914 e Sir Winston Churchill nel 1965. La camera ardente più recente è stata quella, nel 2022, per la Regina Elisabetta II, esattamente vent'anni dopo quella nel 2002 per la Regina Madre.
A Westminster Hall si tengono inoltre i discorsi cerimoniali alla Corona da parte delle due Camere in occasioni particolarmente importanti: il venticinquesimo e il cinquantesimo anniversario del regno della regina Elisabetta II, rispettivamente nel 1977 e nel 2002; il trecentesimo anniversario della Gloriosa Rivoluzione nel 1988; il cinquantesimo anniversario della fine della seconda guerra mondiale nel 1995.
Con le riforme del 1999, la Camera dei comuni usa una stanza accanto a Westminster Hall come camera addizionale per i dibattimenti. La stanza ha la forma di un ferro di cavallo allungato; si pone così in contrasto con la Camera principale, dove i seggi delle due coalizioni sono opposti gli uni agli altri. Questo schema è volto a riflettere la natura bipartisan dei dibattiti tenuti a Westminster Hall. Nel corso di tali dibattiti, tenuti tre volte a settimana, non sono inoltre tipicamente discussi temi particolarmente importanti o controversi.

### Altre stanze
Il primo piano del palazzo ospita anche altre stanze importanti. All'estremità meridionale del Palazzo si trova la Robing Room, la stanza in cui il Sovrano si prepara per la cerimonia di apertura del Parlamento indossando abiti ufficiali e la Corona Imperiale. I dipinti di William Dyce nella Robing Room raffigurano scene dalla leggenda di Re Artù. Subito a lato si trova la Royal Gallery, a volte usata da dignitari stranieri che vogliono parlare ad entrambe le Camere. Le pareti sono impreziosite da due enormi dipinti di Daniel Maclise: La morte di Nelson (raffigurante il decesso di lord Nelson alla battaglia di Trafalgar) e L'incontro di Wellington e Blücher (raffigurante l'incontro tra il duca di Wellington e Gebhard Leberecht von Blücher alla battaglia di Waterloo).
Immediatamente a sud della Camera dei lord si trova la Camera del Principe, una piccola anticamera usata dai Pari. La stanza contiene dipinti raffiguranti i membri della dinastia Tudor. Immediatamente a nord della Camera dei lord si trova la Peers' Lobby, spesso usata dai Lord per discutere in modo informale degli argomenti delle sedute.

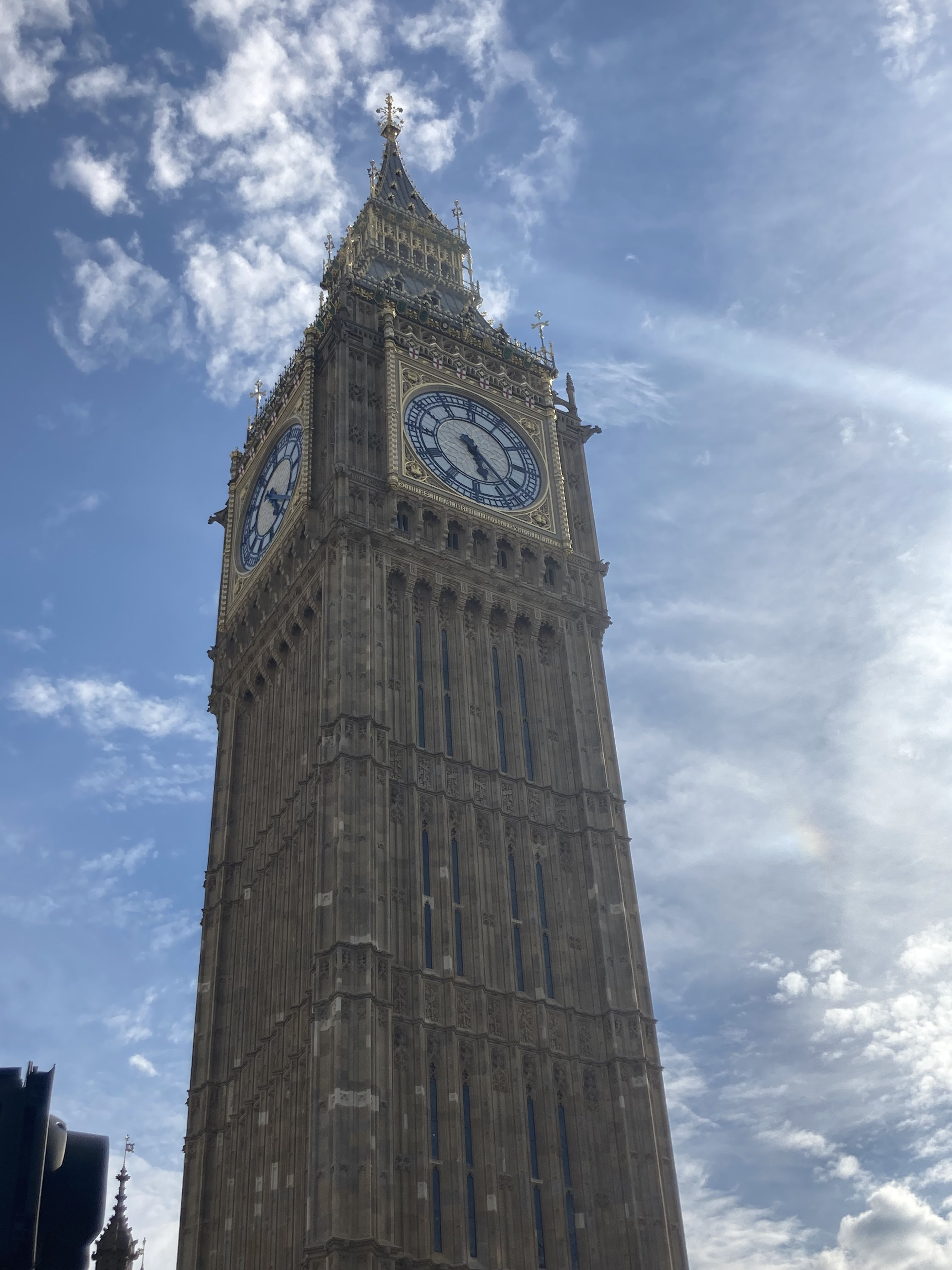
L'orologio di Westminster; il Big Ben

Il fulcro del palazzo è l'ottagonale Central Lobby, a lato della Peers' Lobby e appena sotto la Central Tower, arricchita da statue raffiguranti uomini di stato e da mosaici che rappresentano i santi patroni delle nazioni costituenti il Regno Unito: san Giorgio per l'Inghilterra, sant'Andrea per la Scozia, san David per il Galles e san Patrizio per l'Irlanda del Nord. Sempre nella Central Lobby gli elettori possono incontrare i rispettivi membri del Parlamento. Oltre la stanza, a lato della Camera dei comuni, si trova la Members' Lobby, in cui si tengono discussioni o negoziazioni dei membri del Parlamento. Vi si trovano inoltre anche statue di molti dei passati primi ministri, inclusi David Lloyd George, sir Winston Churchill e Clement Attlee.
Il palazzo include anche gli appartamenti di stato per i presidenti delle due Camere. L'appartamento dello Speaker si trova all'estremità nord del palazzo, quello di Lord Chancellor all'estremità sud. Ogni giorno, Speaker e Lord Chancellor prendono parte ai cortei formali dai loro appartamenti alla rispettiva Camera.

## Sicurezza

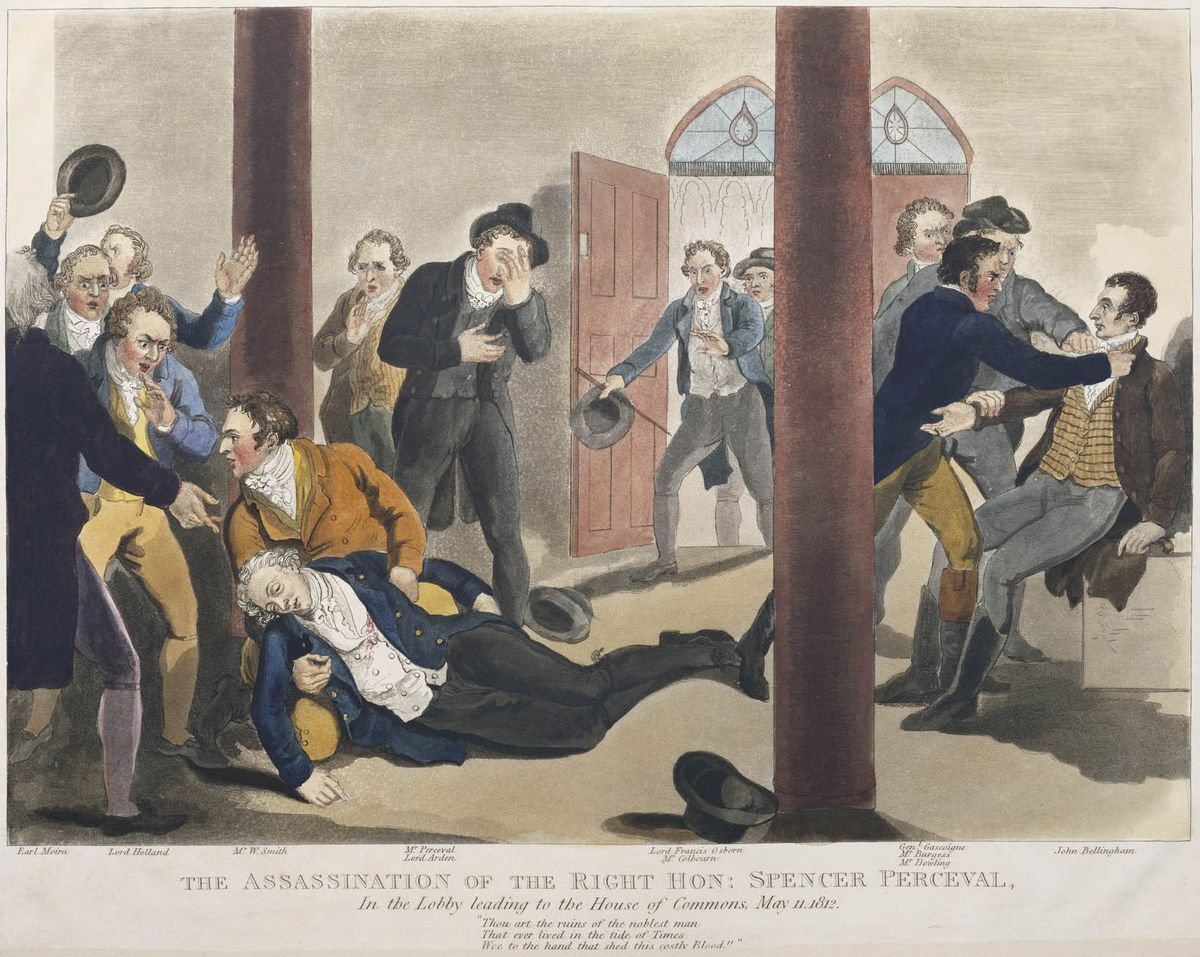
L'assassinio di Spencer Perceval, avvenuto nel 1812 nella Camera dei comuni.

Le figure ufficiali preposte alla sicurezza delle due Camere sono il Gentleman Usher of the Black Rod e il Serjeant-at-Arms: il primo per i Lord, il secondo per i Comuni. Il ruolo delle due figure è tuttavia solo cerimoniale: la sicurezza del palazzo è affidata alla Divisione del Palazzo di Westminster della Polizia Metropolitana, la forza di polizia per l'area della "Grande Londra”.
Il tentativo più famoso di forzare la sicurezza del palazzo è senz'altro quello della Congiura delle polveri del 1605: un tentativo, da parte degli estremisti cattolici, di causare un'esplosione nel palazzo durante la cerimonia di apertura del Parlamento, in modo da uccidere il re protestante Giacomo I, la sua famiglia e gran parte dell'aristocrazia. La congiura, comunque, fu scoperta quando un nobile cattolico, William Parker, ricevette una lettera anonima che lo avvisava di non andare alla cerimonia. Le autorità condussero un'indagine all'interno del palazzo, nel corso della quale si trovò la polvere da sparo, oltre a uno degli attentatori, Guy Fawkes. I cospiratori furono quindi accusati di alto tradimento a Westminster Hall, e quindi impiccati e squartati. Da allora, per tradizione, la Guardia del Corpo Reale conduce un controllo nelle cantine del palazzo prima di ogni cerimonia di apertura del Parlamento.
Il palazzo di Westminster originario fu anche teatro, nel 1812, di quello che, finora, è stato l'unico omicidio ai danni di un primo ministro britannico: qui, infatti, Spencer Perceval venne colpito e ucciso da John Bellingham mentre si stava recando ad un'udienza parlamentare.
Il 17 giugno 1974 una bomba da 9 chilogrammi posizionata dalla Provisional IRA, esplose a Westminster Hall. Nel 1979, Airey Neave, un importante uomo politico conservatore, fu ucciso da un'auto bomba mentre stava uscendo dal nuovo parcheggio del palazzo. L'attentato venne rivendicato sia dall'Irish National Liberation Army, sia dalla Provisional IRA; gli inquirenti ritennero che la responsabilità fosse da attribuire ai primi.
Con l'aumento delle possibilità che un automezzo carico di esplosivi fosse condotto all'interno del palazzo (nonostante la cessazione, nel frattempo, dell'attività terroristica nordirlandese), una serie di barriere fu posizionata sulla via d'accesso nel 2003.
Il palazzo è anche stato il sito di numerose azioni di protesta. Nel 1970, per esempio, vennero lanciati dei gas lacrimogeni all'interno della Camera dei comuni come segno di protesta contro le condizioni di vita in Irlanda del Nord; per la stessa causa, nel 1978, fu lanciato del letame ad opera di alcuni manifestanti, tra cui la figlia di Dom Mintoff, leader del partito laburista maltese all'epoca dei fatti. All'inizio del 2004, per il timore di attacchi del genere e la possibilità di attentati chimici o biologici, venne costruita una protezione in vetro lungo la Strangers' Gallery.
La nuova barriera non proteggeva però le tre righe frontali dell'assemblea, zona detta Distinguished Strangers' Gallery, e proprio nel maggio di quell'anno alcuni manifestanti dell'associazione Fathers 4 Justice attaccarono il primo ministro inglese Tony Blair mentre si trovava in quella zona. In settembre, cinque manifestanti contro la messa al bando della caccia alla volpe interruppero i lavori della Camera dei comuni entrando nella sala. Nonostante tutto ciò, i membri del pubblico continuano ad avere libero accesso alle gallerie.
Dal 1º agosto 2005, in seguito ad una delibera parlamentare, non è più possibile tenere manifestazioni di protesta nel raggio di un chilometro dal palazzo, a meno di non avere un'autorizzazione della Polizia Metropolitana.

## Cultura e turismo
L'esterno del palazzo di Westminster - la torre dell'orologio in modo particolare - è una delle attrazioni turistiche più visitate di Londra. L'UNESCO classifica il palazzo come patrimonio dell'umanità. È possibile visitare il palazzo in vari modi:
- Assistendo ai dibattiti delle due camere dalle public galleries: i cittadini del Regno Unito possono avere dei biglietti in anticipo rivolgendosi al rispettivo Membro del Parlamento. È anche possibile, per cittadini del Regno Unito e non, provare a fare la coda per ottenere l'ammissione lo stesso giorno del dibattito, ma la disponibilità è limitata e non c'è alcuna garanzia di entrare. Solo una piccolissima parte del palazzo può essere visitata. Entrambe le camere possono escludere i visitatori nel caso in cui vogliano tenere il dibattito in privato.
- Partecipando a un tour del Parlamento durante le sessioni parlamentari: per i cittadini del Regno Unito è possibile rivolgersi al rispettivo Membro del Parlamento o a un pari. Sempre tramite un MP, i tour possono essere organizzati da associazioni educative britanniche. Al momento questo servizio è temporaneamente sospeso per i cittadini esteri.
- Approfittando dell'apertura estiva del palazzo, nei due mesi in cui il parlamento non è in sessione: questa opzione è disponibile sia per i cittadini inglesi che per quelli esteri, ma è sempre meglio prenotare in anticipo.

Il canale della BBC BBC Parliament trasmette in diretta tutte le sessioni parlamentari.